# École romane
L'École romane (in italiano Scuola romana) è stata una corrente poetica fondata da Jean Moréas e Charles Maurras nel 1891. Il movimento era in continuità con le riviste Revue des langues romanes, che cominciò ad apparire nel 1870, e Revue du Monde latin fondata nel 1883 da Charles de Tourtoulon (1836-1913) e Louis-Alphonse Roque-Ferrier (1844-1907). 
Moréas rompe progressivamente col simbolismo, movimento al quale il poeta greco aveva contribuito alla fondazione con un manifesto.
Dopo aver preso le distanze dal simbolismo nel 1890, con Maurras fonda l'École romane che si propone di abbandonare l'ermetismo proprio dei simbolisti, per opporre un ideale di bellezza mediterranea e neoclassica. Questo nuovo orientamento rivendica ugualmente il patrimonio del mondo greco-latino e attinge ai classici francesi (come Jean Racine o Boileau) fino a André Chénier.
È soprattutto nella sua collezione più famosa, Les Stances (1899) che Moréas illustrerà in modo molto convincente questo nuovo orientamento. Se il successo della Scuola Romana fu piuttosto limitato, resta il fatto che era una soluzione coraggiosa per superare gli eccessi del simbolismo che si rivolgeva sempre più a temi come la nevrosi, la decadenza e la morte. Allo stesso tempo, Saint-Georges Bouhélier, Maurice Le Blond e Eugène Montfort avevano anche cercato di uscire dal simbolismo fondando una piccola scuola di poesia chiamata "naturista".
L'École Romane riunisce qualche poeta vicino al felibrismo di Frédéric Mistral. Tra i suoi adepti più celebri, si possono ricordare Charles Maurras (1868-1952), Frédéric Amouretti (1863-1903), Ernest Raynaud (1864-1936), Maurice du Plessys (1864-1924), Raymond de La Tailhède (1867-1938), Lionel des Rieux (1870-1915).

## Lista dei poeti "romani"

### Principali rappresentanti
- Jean Moréas (1856-1910), fondatore e capofila
- Charles Maurras (1868-1952)
- Maurice du Plessys (1864-1924)
- Ernest Raynaud (1864-1936)
- Raymond de La Tailhède (1867-1938)

### Altri poeti
- Frédéric Amouretti (1863-1903)
- Lionel des Rieux (1870-1915)